# Società Sportiva Verbania 1969-1970
Questa voce raccoglie le informazioni riguardanti la Società Sportiva Verbania nelle competizioni ufficiali della stagione 1969-1970.

## Rosa
| N. |                   | Ruolo | Calciatore        |
| -- | ----------------- | ----- | ----------------- |
|    | Italia (bandiera) | C     | Osvaldo Bagnoli   |
|    | Italia (bandiera) | A     | Arturo Ballabio   |
|    | Italia (bandiera) | A     | Urano Benigni     |
|    | Italia (bandiera) | P     | Vittorio Barovero |
|    | Italia (bandiera) | D     | Enrico Bernocchi  |
|    | Italia (bandiera) | D     | Franco Brunati    |
|    | Italia (bandiera) | C     | Mario Casna       |
|    | Italia (bandiera) | A     | Vincenzo Dander   |
|    | Italia (bandiera) | D     | Alfredo De Ponti  |
|    | Italia (bandiera) |       | Fasani            |
|    | Italia (bandiera) | P     | Achille Fellini   |
|    | Italia (bandiera) |       | Festa             |
|    | Italia (bandiera) | D     | Piero Fratangeli  |

| N. |                   | Ruolo | Calciatore        |
| -- | ----------------- | ----- | ----------------- |
|    | Italia (bandiera) | D     | Germano Giannini  |
|    | Italia (bandiera) | A     | Pier Luigi Gini   |
|    | Italia (bandiera) | C     | Michele Girelli   |
|    | Italia (bandiera) | C     | Mario Guidetti    |
|    | Italia (bandiera) | D     | Bruno Maconi      |
|    | Italia (bandiera) | A     | Claudio Maioni    |
|    | Italia (bandiera) | C     | Angelo Marforio   |
|    | Italia (bandiera) | D     | Bruno Mariani     |
|    | Italia (bandiera) |       | Pisci             |
|    | Italia (bandiera) |       | Prandini          |
|    | Italia (bandiera) | D     | Mauro Sadocco     |
|    | Italia (bandiera) | D     | Roberto Salvadori |